# Zuiderkerk (Middelburg)
De Zuiderkerk is een kerkgebouw van de Gereformeerde Gemeenten in Middelburg aan de Schoutstraat, in de provincie Zeeland. De kerk werd in 1974 in gebruik genomen als afdeling van de moedergemeente van de Segeersstraatkerk. In 1977 werd de afdeling een zelfstandige gemeente. Het kerkgebouw werd in de periode 2012-2013 gerenoveerd.

## Geschiedenis
De Gereformeerde Gemeente van Middelburg, voor 1907 een Ledeboeriaanse gemeente, bezat aanvankelijk een kerkgebouw aan de Segeersstraat in de binnenstad van Middelburg. Doordat de gemeente constant groeide met leden uit heel Walcheren was er sprake van een chronisch ruimtegebrek. Over de loop van tijd ontstonden er verschillende afdelingen van de gemeente in de omliggende dorpen en steden die omvormden in zelfstandige gemeenten. In de jaren 1960 groeide de stad Middelburg aanzienlijk door de aanleg van nieuwe wijken, met name ten zuiden van het Kanaal door Walcheren. De bevolkingsgroei veroorzaakte een groei van kerkelijke leden en door ruimtegebrek werd besloten een nieuwe gemeente op te richten in Middelburg-Zuid. De eerste diensten werden gehouden in wijkcentrum 'Het Zuiderbaken'.
Architect Kraaijeveld Sr. uit Beekbergen werd gevraagd een nieuw kerkgebouw te ontwerpen. De eerste steen werd gelegd op 27 oktober 1973 en in het volgende jaar, op 5 juli 1974, werd de nieuwe Zuiderkerk aan de Schoutstraat in gebruik genomen. Tot december 1977 bleef de gemeente een afdeling van de Segeersstraatkerk. Op 28 december 1977 werd de gemeente zelfstandig.
In de periode 2008-2009 werd het interieur van de kerkzalen gerenoveerd. Vanaf juli 2012 volgde een volledige renovatie en uitbreiding van het kerkgebouw waarvan de planning in 2010 begon. Onderdeel van de renovatie waren de bouw van een nieuwe consistorie achter de kerk en een vermeerdering van het aantal zitplaatsen met 70, tot 750 zitplaatsen. Het ontwerp hiervoor werd geleverd door architectenbureau Roos en Ros. Op 5 juni 2013 werd het vernieuwde gebouw in gebruik genomen, tijdens de renovatie mocht de gemeente gebruikmaken van de Ter Hoogekerk, de kerk van de zustergemeente.

## Orgel
In oktober 1973 werd een orgel besteld met 15 stemmen, verdeeld over hoofdwerk, onderwerk en pedaal, bij de orgelbouwer Ernst Leeflang B.V. uit Apeldoorn. Het ontwerp was gebaseerd op het Leeflang orgel uit de Eben-Haëzerkerk in Ridderkerk, maar met een beperkt opgezette dispositie. In mei 1975 werd het orgel in gebruik genomen. Tijdens de algehele renovatie van de kerk werd ook het orgel verbeterd en uitgebreid door Orgelmakerij Reil B.V.